# هاينريش شيرك
هاينريش فرديناند شيرك (بالألمانية: Heinrich Ferdinand Scherk)‏ (27 أكتوبر 1798 – 4 أكتوبر 1885) عالم رياضيات ألماني بارز لعمله على الحد الأدنى من الأسطح وتوزيع الأعداد الأولية . وهو أيضًا بارز كمستشار دكتوراه لإرنشت كومر.